# Adamello Ski Raid
L'Adamello Ski Raid è una competizione di sci alpinismo internazionale a squadre.
Nel 2006 e 2008 le squadre erano composte da tre atleti. L'edizione del 2010 è stata annullata e dal 2011 fa parte del circuito di gare La Grande Course, insieme a Pierra Menta, Trofeo Mezzalama, Patrouille des Glaciers e Tour du Rutor, con squadre di due atleti.

## Percorso

### Percorso sino al 2011
La partenza è al Passo del Tonale e l'arrivo a Ponte di Legno. Il percorso è lungo complessivamente 42,5 km, con un dislivello di 3.400 m in salita e 4.250 m in discesa. Si svolge in gran parte su ghiacciaio e qui i concorrenti devono procedere legati in cordata, sia in salita che in discesa. La gara tocca alcuni dei luoghi simbolo della prima guerra mondiale, qui detta Guerra bianca in Adamello per essere stata combattuta su ghiacciai ad oltre 3000 m di quota: il Mandrone (2.442 m), la Lobbia Alta con il rifugio ai Caduti dell'Adamello (3.045 m), il Cresta Croce, il Pian di Neve, l'Adamello a quota 3.539 m, Passo Venerocolo.

### Percorso 2013
La partenza è all'intermedia della Cabinovia Ponte di Legno - Passo Tonale e l'arrivo a Ponte di Legno. Il percorso è lungo complessivamente 46 km, con un dislivello di 4.000 m in salita e 4.380 m in discesa. Si svolge in gran parte su ghiacciaio e qui i concorrenti devono procedere legati in cordata, sia in salita che in discesa. La gara tocca alcuni dei luoghi simbolo della prima guerra mondiale, qui detta Guerra bianca in Adamello per essere stata combattuta su ghiacciai ad oltre 3000 m di quota: il Mandrone (2.442 m), la Lobbia Alta con il rifugio ai Caduti dell'Adamello (3.045 m), il Cresta Croce, il Pian di Neve, l'Adamello a quota 3.539 m, Passo Venerocolo

### Percorso 2015
Partenza da località Tonalina (1.630 metri) con la prima salita verso i 2585 metri di Passo Paradiso, quindi altra ascesa ai 2.996 metri di Passo Presena. Discesa verso i 2403 metri del Lago Mandrone, un ulteriore cambio assetto per giungere ai 3.250 metri del “Canalino” Monte Mandrone. Gli atleti scendono ai 2.800 metri di Vedretta Mandrone per poi iniziare le inversioni che portano al Cannone di Cresta Croce (3.300 metri), poi un paio di cambio assetti per dirigersi verso il Monte Adamello, il punto più alto della gara con i suoi 3.539 metri. Da questo punto scollinamento verso i 3390 metri del Passo degli Italiani, quindi la discesa lungo il versante Nord del Corno Bianco, la risalita ai 3.230 metri di Passo Venezia, per poi scendere lungo l'itinerario del Pisgana, passando per i 2.530 metri dell'omonimo lago, quindi gli ultimi 10 km sino ai 1.250 metri del traguardo di Ponte di Legno. 
Per le donne partenza più in quota ai 2.585 metri di Passo Paradiso, ma successivamente identico percorso di gara.
Cancelli orari 2015 : 
- Per la categoria maschile start alle 5.30 e ultimo passaggio consentito a Passo Presena alle 7.40, quindi alle Lobbie alle 10.45 e al Bivacco Montura alle 13.00.
- Per la categoria femminile partenza alle 6.10 da Passo Presena, quindi chiusura cancello alle 10.45 alle Lobbie e alle 13 al Bivacco Montura.

## Risultati uomini
| Anno | Vincitore                                            | 2º                                               | 3º                                                  |
| ---- | ---------------------------------------------------- | ------------------------------------------------ | --------------------------------------------------- |
| 2006 | Guido Giacomelli Mirco Mezzanotte Hans Joerg Lungher | Alexander Hug Didier Moret Lorenzo Holzknecht    | Ivan Murada Graziano Boscacci Daniele Pedrini       |
| 2008 | Martin Riz Denis Trento Alain Seletto                | Graziano Boscacci Ivan Murada Lorenzo Holzknecht | Guido Giacomelli Hans Joerg Lungher Jean Pellissier |
| 2011 | Guido Giacomelli Lorenzo Holzknecht                  | Matteo Eydallin Damiano Lenzi                    | Martin Anthamatten William Bon Mardion              |
| 2013 | William Bon Mardion Mathéo Jacquemoud                | Matteo Eydallin Damiano Lenzi                    | Michele Boscacci Lorenzo Holzknecht                 |
| 2015 | Matteo Eydallin Damiano Lenzi                        | Michele Boscacci Robert Antonioli                | Martin Anthamatten Anton Palzer                     |

## Risultati donne
| Anno | Vincitore                                                   | 2º                                            | 3º                                                |
| ---- | ----------------------------------------------------------- | --------------------------------------------- | ------------------------------------------------- |
| 2006 | Roberta Secco Orietta Calliari Astrid Renzler               |                                               |                                                   |
| 2008 | Roberta Pedranzini Francesca Martinelli Gloriana Pellissier | Annamarie Gross Tamara Lunger Maddalena Weger | Orietta Calliari Laura Besseghini Raffaella Rossi |
| 2011 | Mireia Miró Varela Laetitia Roux                            | Pedranzini Roberta Francesca Martinelli       | Laura Besseghini Raffaella Rossi                  |
| 2013 | Mireia Miró Varela Laetitia Roux                            | Axelle Mollaret Jennifer Fiechter             | Francesca Martinelli Silvia Rocca                 |
| 2015 | Mireia Miró Varela Laetitia Roux                            | Axelle Mollaret Emelie Forsberg               | Katia Tomatis Elena Nicolini                      |